# Anisodes dispilota
Anisodes dispilota là một loài bướm đêm trong họ Geometridae.